# Гнилицька сільська рада (Великобурлуцький район)
Гнили́цька сільська́ ра́да — адміністративно-територіальна одиниця та орган місцевого самоврядування в Великобурлуцькому районі Харківської області. Адміністративний центр — село Гнилиця.

## Загальні відомості
- Гнилицька сільська рада утворена в 1954 році.
- Територія ради: 50,33 км²
- Населення ради: 844 особи (станом на 2001 рік)

## Населені пункти
Сільській раді були підпорядковані населені пункти:
- с. Гнилиця
- с. Аркушине
- с. Зелений Гай

## Склад ради
Рада складалася з 14 депутатів та голови.
- Голова ради: Бабак Григорій Володимирович
- Секретар ради: Лоншакова Таїсія Вікторівна

### Керівний склад попередніх скликань
| Прізвище, ім'я, по батькові  | Основні відомості                                                                       | Дата обрання | Дата звільнення |
| ---------------------------- | --------------------------------------------------------------------------------------- | ------------ | --------------- |
| Бабак Григорій Володимирович | Сільський голова, 1958 року народження, освіта середня спеціальна, безпартійний         | 26.03.2006   | 31.10.2010      |
| Бабак Григорій Володимирович | Сільський голова, 1958 року народження, освіта середня спеціальна, член Партії регіонів | 31.10.2010   |                 |

Примітка: таблиця складена за даними сайту Верховної Ради України

### Депутати
За результатами місцевих виборів 2010 року депутатами ради стали:

#### За суб'єктами висування
| Суб'єкт висування                                       | Кількість обраних депутатів | %    |
| ------------------------------------------------------- | --------------------------- | ---- |
| Партія регіонів                                         | 9                           | 64,3 |
| Народна партія                                          | 2                           | 14,3 |
| Самовисування                                           | 2                           | 14,3 |
| Політична партія Всеукраїнське об'єднання «Батьківщина» | 1                           | 7,1  |

#### За округами
| № округу                                                | Прізвище, ім'я, по батькові   | Дата визнання обраним | Освіта             | Партійна приналежність                        | Відомості про обраного депутата                                  |
| ------------------------------------------------------- | ----------------------------- | --------------------- | ------------------ | --------------------------------------------- | ---------------------------------------------------------------- |
| Народна Партія                                          |                               |                       |                    |                                               |                                                                  |
| 3                                                       | Дриль Володимир Миколайович   | 03.11.2010            | середня            | позапартійний                                 | фермерське господарство «Лан», адміністратор                     |
| 6                                                       | Маляр Світлана Іванівна       | 16.11.2010            | вища               | позапартійна                                  | ТОВ «Мілан», економіст                                           |
| Партія регіонів                                         |                               |                       |                    |                                               |                                                                  |
| 1                                                       | Сорока Володимир Миколайович  | 03.11.2010            | середня спеціальна | член Партії регіонів                          | ПСП ім. Шевченка, агроном                                        |
| 4                                                       | Ворошилова Тетяна Федорівна   | 03.11.2010            | вища               | член Партії регіонів                          | ПСП ім. Шевченка, головний бухгалтер                             |
| 5                                                       | Яно Олександр Миколайович     | 15.11.2010            | середня            | член Партії регіонів                          | ПСП ім. Шевченка, водій                                          |
| 7                                                       | Лошакова Таісія Вікторівна    | 03.11.2010            | вища               | член Партії регіонів                          | Гнилицька сільська рада, секретар                                |
| 9                                                       | Мережко Антоніна Михайлівна   | 03.11.2010            | середня спеціальна | член Партії регіонів                          | Гнилицький сільський фельдшерсько-акушерський пункт, завідувачка |
| 10                                                      | Глощинська Людмила Григорівна | 03.11.2010            | середня            | член Партії регіонів                          | ПСП ім. Шевченка, секретар                                       |
| 11                                                      | Мережко Віталій Іванович      | 03.11.2010            | середня            | член Партії регіонів                          | ПСП ім. Шевченка, водій                                          |
| 13                                                      | Сорока Лілія Борисівна        | 03.11.2010            | середня            | член Партії регіонів                          | ПСП ім. Шевченка, завідувачка магазину                           |
| 14                                                      | Курило Володимир Анатолійович | 03.11.2010            | середня спеціальна | член Партії регіонів                          | ПСП ім. Шевченка, електрик                                       |
| Політична партія Всеукраїнське об'єднання «Батьківщина» |                               |                       |                    |                                               |                                                                  |
| 2                                                       | Зеленський Олександр Петрович | 03.11.2010            | вища               | член Всеукраїнського об'єднання «Батьківщина» | пенсіонер                                                        |
| Самовисування                                           |                               |                       |                    |                                               |                                                                  |
| 8                                                       | Капуста Сергій Володимирович  | 03.11.2010            | вища               | позапартійний                                 | підприємець, керівник                                            |
| 12                                                      | Бондар Ольга Василівна        | 03.11.2010            | вища               | позапартійна                                  | Гнилицька сільська рада, головний бухгалтер                      |